# (4332) Milton
(4332) Milton ist ein Hauptgürtelasteroid, der am 5. September 1983 von Carolyn Shoemaker vom Palomar-Observatorium aus entdeckt wurde.
Der Asteroid wurde nach dem US-amerikanischen Planetologen Daniel J. Milton benannt.